# Kétszavazatos töredékszavazat-visszaszámláló rendszerek
A kétszavazatos töredékszavazat-visszaszámláló rendszerek (olaszul: scorporo) olyan vegyes választási rendszerek, amelyet néha negatív szavazatátviteli rendszernek (angolul: negative vote transfer system, rövidítve: NVT) is neveznek. A képviselők egy részét egyéni választókerületekben, egy részét pedig (kompenzációs) pártlistákról választják. Úgy határozhatóak meg, mint egy árokrendszer, amely becsatornázza az egyéni választókerületek eredményeit, azonban kizárja az egyéni győztesek nyerteseinek szavazatainak egy részét (legfeljebb 100%-át) az arányos szint megválasztásakor, hogy arányosabb eredményt érjen el – így egy hibrid, részlegesen kompenzációs rendszerről van szó. Az SMD nyertesek szavazatainak egy részének kizárása az, ami miatt a scorporo alapvetően különbözik a párhuzamos szavazástól, és valamivel közelebb áll a vegyes arányos képviselethez, és ezzel arányossági szempontból a kettő közé esik. A rendszert Olaszországban alkalmazták először és jelenleg csak a magyar Országgyűlés választására használják, egy módosított (pozitív töredékszavazati) formában.
| Kompenzációs vegyes választási rendszerek | Egyszavazatos vegyes rendszerek | Kétszavazatos vegyes rendszerek |
| ----------------------------------------- | --- | --- |
| Mandátum-kapcsolat alapú                  | MSV, avagy egyszavazatos vegyes rendszerek - egyszavazatos MMP | MMP, avagy vegyes arányos rendszer (a német rendszer) - AMS (az MMP félarányos verziójának neve az Egyesült Királyságban) AV+ ("alternatív szavazat plusz")                            |
| Szavazat-kapcsolat alapú                  | MSV, avagy egyszavazatos vegyes rendszerek (töredékszavazat-visszaszámláló rendszerek) - magyar önkormányzati vegyes választási rendszer (félarányos) DMP (kéttagú arányos képviseleti rendszer) | Hibridek (MSV+árokrendszer): - Pozitív szavazatátadás: a magyar (országgyűlési) rendszer - Negatív szavazatátvitel: az olasz rendszer (scorporo) MBTV (vegyes preferenciális szavazat) |

## Használata Olaszországban
A scorporo 1993 és 2005 között volt érvényben a a kétkamarás olasz parlamenti választásokon. Ebben a rendszerben a képviselőket két ágon választották:
- A mandátumok 75%-a egyéni választókerületekben történő egyszerű többséggel.
- A  mandátumok 25%-át kompenzációs listáról választották meg a pártlistás szavazatok szavazatok aránya alapján (D'Hondt módszerrel), azonban nyertes jelölekre leadott szavazatok egy részét levonva abból (negatív töredékszavazatok).

A rendszerre a következő speciális szabályok vonatkoztak az egyes kamarák esetében:

### Szenátus
- A listás helyeket regionális szinten számították ki.
- A nyertes jelöltekre leadott összes szavazatot kizárták a listaelosztásból.
- A listás helyekre nem alkalmaztak küszöböt.
- Az SMD szavazás és a listás szavazat összekapcsolódott, korlátozva a csalilisták használatának lehetőségét (lásd alább).

### Képviselőház
- A listás mandátumokat országos szinten számították ki.
- A listás szavazásból kizárt egyéni győztes szavazatok száma megegyezett a második helyezett jelölt összes szavazatának +1-gyel. Ez az az egyéni győztesének megválasztásához szükséges szavazatok számát jelentette.
- 4 százalékos küszöböt határoztak meg a pártok számára a listás mandátumok megszerzéséhez.
- A helyi szavazás és a listás szavazás nem volt egymáshoz kötve, ezzel  lehetővé hétve a csali listák használatát (lásd alább).

### Visszaélés a 2001-es olasz képviselőházi választáson
A 2001 olasz parlamenti választások során, az egyik a két fő koalíció közül, a Szabadságok Háza, amely ellenezte a scorporo rendszert, sok választókerületi jelöltet csalilistákkal (lista civetta) kapcsolt össze (azaz kamupárt színeiben indította), Abolizione Scorporo, azaz a Scorporo megszüntetése néven). Ezt a listát nem az arányos mandátumok megszerzésére tervezték, hanem a negatív töredékszavazatok felszívására, hogy a Szabadságok Háza listáját ne kompenzálja negatívan. Ez lehetővé tette számukra, hogy az arányos listás mandátumok nagyobb hányadát szerezzék meg, mint amennyire akkor lennének jogosultak, ha minden jelölt más Szabadság Háza párthoz kapcsolódna. Ez szándékosan aláásta a választási rendszer kompenzációs jellegét. Védekező lépésként a másik koalíció, az Olajfa elkészítette a saját csalilistáját/kamupártját Paese Nuovo (Új ország) néven.
A csalilisták rendkívül sikeresek voltak. A 475 egyéni választókerületi mandátumból 360-at a csalilistákhoz köthető jelöltek szereztek meg, ami az összesen 630 képviselőházi mandátum több mint felét jelentette. Eközben a csalilisták összességében a szavazatok arányos részének kevesebb mint 0,2%-át szerezték meg. A két fő koalíció esetében az arányos komponensben elért összesített szavazatokat a választókerületi szavazatok lényegében nem befolyásolták, így sokkal több arányos mandátumot tudtak szerezni, mint amennyire a rendszert tervezték. A Forza Italia (a Szabadságok Házán belüli párt) esetében a taktika annyira sikeres volt, hogy nem volt elég jelöltje az arányos komponensben, és listája kimerült, mielőtt megkapta volna az összes megszerzett mandátumot, és végül 12 elnyert mandátumot nem tudtak betölteni.
Ezt az tette lehetővé, hogy ez a sajátos rendszer úgy működött, hogy az egymandátumos választókerületi szavazat és az listás szavazat ne legyen összekapcsolva a számlálásnál. A csali listák gyakori probléma az összes kompenzációs és álkompenzációs rendszerben, és ez nem volt egyedi probléma a scorporo esetében.

### Eltörlés
Silvio Berlusconi rendszerellenes ellenállása miatt Olaszország 2005-ben visszaállt a félarányos képviselet listájára.
2018-ban visszahozták a párhuzamos szavazást (árokrendszer).

## Használata Magyarországon

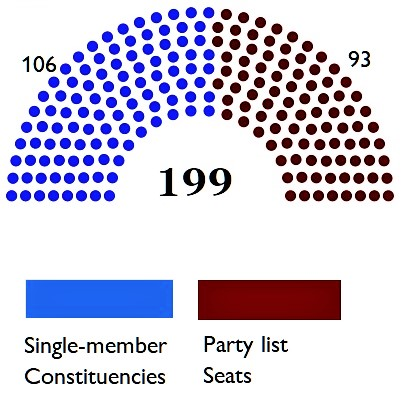
Az Országgyűlési mandátumok elosztása (egyéni és listás mandátumok)

A magyar országgyűlési választások rendszerében (amely egyfajta az árokrendszerként is jellemezhető, amihez azonban hozzá vagy csatolva egy kompenzációs mechanizmus) a listás ágon az országos 5%-os küszöböt átlépő pártok kaphatnak kompenzációs mandátumot. A vesztes jelöltek szavazatai, valamint a győztes jelöltek többletszavazatai hozzáadódnak a listás szavazat eredményéhez, így ez egy pozitív szavazatátviteli rendszer. A többletszavazatot úgy számítják ki, hogy a második helyezett jelöltjének eredményét plusz egy szavazatot levonnak az első helyezett eredményéből. Így a rendszer hasonló a scorporohoz, mivel azonban gyakorlatilag nincsenek negatív értékű szavazatok, a rendszerben nem alkalmazható ugyanaz a csalilista-taktika, mint a scorporoban. Ehelyett, amikor a csalilistákat (kamupártokat) emlegetnek a magyar rendszerrel összefüggésben összefüggésben, ez a szavazók megzavarására szolgáló ismeretlen, de ismert pártokhoz hasonló nevű pártlisták (és jelöltek) indítására utal.
A korábbi, háromszintű országgyűlési választási rendszer is használt pozitív töredékszavazatokat, azonban csak a vesztesekét, és az egyes pártok összesített számát tovább növelték a regionális listás választások fel nem használt szavazatai. Az önkormányzati választásoknál alkalmazott rendszer nem listás szavazatokat, csak a vesztes jelöltek pozitív töredékszavazatait alkalmazza.

## Használata Dél-Koreában

Mandátumelosztás az új koreai választási rendszerben
Piros: 253 választókerületi mandátum egyszerű többségi rendszerben
Kék: 30 arányos hely a kompenzációs (AMS) rendszerben
Zöld: 17 arányos mandátum árokrendszerben

A 2020-as dél-koreai törvényhozási választások előtt a választási rendszert egy új váltotta fel.
Az parlament az előző választásokhoz hasonlóan továbbra is 300 mandátummal rendelkezik, 253 egyéni választókerületi és 47 listás mandátummal. A listás mandátumokat közül azonban 30-at az új kompenzációs módszerrel osztottak ki, míg 17-en továbbra is a régi árokrendszert alkalmazzák.
Olaszországhoz hasonlóan a két fő párt (DP és UFP) szatellitpártokat alapított, a Platform Pártot (DP) és a Jövő Korea Pártját (UFP).

## Fordítás
Ez a szócikk részben vagy egészben  a   scorporo című angol Wikipédia-szócikk ezen változatának fordításán alapul.  Az eredeti cikk szerkesztőit annak laptörténete sorolja fel. Ez a jelzés csupán a megfogalmazás eredetét és a szerzői jogokat jelzi, nem szolgál a cikkben szereplő információk forrásmegjelöléseként.